# Trachyspina capensis
Trachyspina capensis là một loài nhện trong họ Trochanteriidae. Loài này phân bố ở Tây Úc.